# Lijst van burgemeesters van Zuid-Polsbroek
Dit is een lijst van burgemeesters van de voormalige Nederlandse gemeente Zuid-Polsbroek tot die gemeente in 1857 met Noord-Polsbroek fuseerde tot de gemeente Polsbroek.
| Ambtsperiode | Naam burgemeester         | Partij of stroming | Bijzonderheden                                                                                               |
| ------------ | ------------------------- | ------------------ | --- |
| 18?? - 1835  | Dirk Blanken              |                    | schout/burgemeester, tevens schout/burgemeester van Noord-Polsbroek                                          |
| 1835 - 1850  | Hermanus (H.) Blanken Dz. |                    | tevens burgemeester van Noord-Polsbroek, zoon van voorganger                                                 |
| 1850 - 1857  | Jacobus Lemstra van Buma  |                    | tevens burgemeester van Noord-Polsbroek, Benschop (1818-1868), Hoenkoop (1852-1868) en Willeskop (1850-1868) |